# Модрина європейська (Грицівське л-во, кв. 60)
Модри́на європе́йська — ботанічна пам'ятка природи місцевого значення в Україні. Об'єкт природно-заповідного фонду Хмельницької області. 
Розташована в межах Шепетівського району Хмельницької області, на південний схід від смт Гриців. 
Площа 2,7 га. Статус присвоєно згідно з розпорядженням облвиконкому від 11.06.1970 року № 156 р-б. Перебуває у віданні ДП «Старокостянтинівський лісгосп» (Грицівське лісництво, кв. 60, вид. 16). 
Статус присвоєно для збереження частини лісового масиву з цінними насадженнями модрини європейської віком 85 років, заввишки 30 м, середнім діаметром 40 см.